# Gyōda
Gyōda (行田市?, Gyōda-shi) è una città giapponese della prefettura di Saitama.